# A Bao Ji
Yēlǜ Ābǎojī (耶律阿保機) o Taizu (太祖, Tàizǔ) (872- 6 de septiembre de 926)  fue jefe y unificador de los kitán (907), pueblo nómada proto-tungús de Manchuria y Emperador de China (907-926). Inició una nueva dinastía que daría lugar ya con su sucesor Yēlǜ Déguāng (耶律德光) el nombre de Liao. Sus conquistas se extendieron al norte de la antigua China, Mongolia y Corea.